# 破解芯片

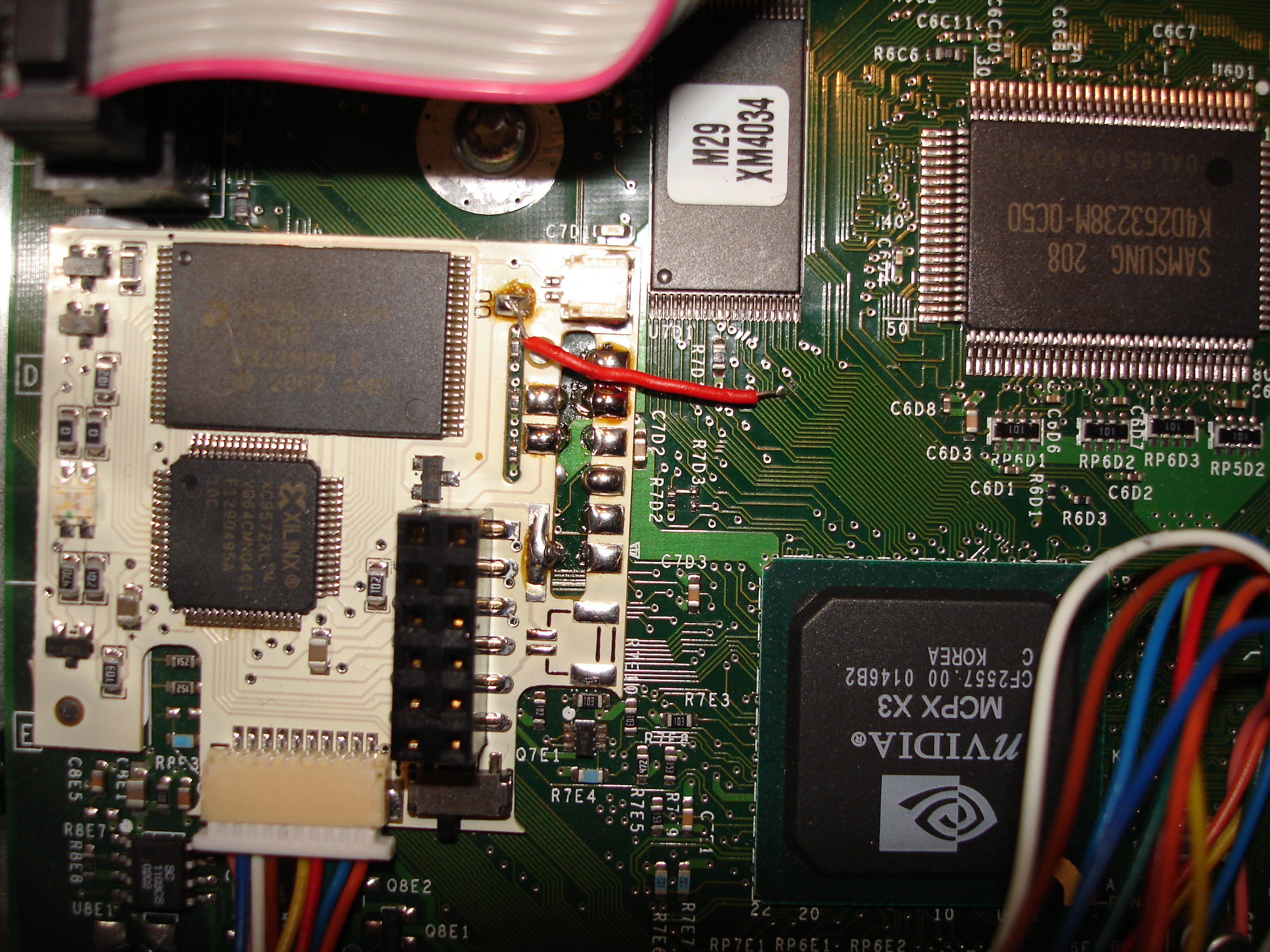
這是Xbox專用破解芯片“Xenium”（左方乳白色電路板），用以解除Xbox原有的版權保護裝置，需要焊接到遊戲機的底板方可使用

破解芯片泛指解除數碼版權管理系統的裝置，最常用於遊戲機之上，用以解除廠家對遊戲的版權限制。這些芯片一經安裝後，除了可讓用戶使用非官方的遊戲及程式外，亦容許用戶使用盜版遊戲，因而在多個國家均引起版權爭議。
「破解芯片」一詞在英語中稱作「Modchip」，含有「修改（modify）機內功能」的意義，故安裝這種芯片的行為有時也被稱為「改機」。「Modchip」一詞目前為加拿大Modchip Inc.的註冊商標。

## 各地規管
- 澳洲：2005年10月6日，澳洲高等法院裁定，破解芯片並無違法[2]。2006年12月5日，澳洲聯邦政府通過修改《著作權法》，把破解芯片分類為「違反存取控制保護措施（Access Control Technological Protection Measure；ACTPM）的裝置」，任何人分發破解芯片均屬違法；但是用以破解區域限制（Regional lockout）的裝置不在此限，因為澳洲公平交易委員會（The Australian Competition and Consumer Commission；ACCC）認為區域限制行為違反《公平交易法》[3]。以DVD播放機為例：中國大陸、東歐、日本、台灣等地分屬不同的DVD區域碼，單一區域碼的DVD播放機無法播放不同區域碼的DVD-Video，例如第一區（美國、加拿大、東太平洋島嶼）的DVD播放機不能播放第二區（日本、西歐、北歐、埃及、南非、中東）的DVD-Video；若有人破解此限制，則不違法。[4]

- 美國：美國《數字千年版權法》（DMCA）指破解芯片屬違法，但認為芯片本身是中立的載體，當中的破解軟件才屬違法。2003年初，iSONEWS.com公司因出售載有Xbox破解程式的芯片而被美國聯邦調查局搜查；現時美國多間公司只出售空白的破解芯片，而不在其EEPROM內預載破解版權保護的程式。2006年，芯片軟件供應商Divineo被娛樂軟件協會（Entertainment Software Association；ESA）索償，最終被美國地方法院勒令賠償375萬美元予該協會。

- 英國：2002年，包括索尼等多間公司在英國控告力生、Neo Technologies、Channel Tech等，指其發售破解芯片。英國高等法院裁定該等器材屬於違法產品。[5]然而在官司後，破解芯片仍在英國廣泛流通。

- 德国：在德国，拥有破解芯片是合法的。但是破解芯片需要安装特定软件，而这些软件是侵犯游戏机生产厂家的著作权的。用户安装破解芯片后，不再享有维修保护的权利。如果出售的破解芯片的BIOS的功能超出能够启动非官方的游戏及程序（Homebrewed Software），那么销售即是违法的。游戏机生产厂家对在德国境内的破解芯片销售商一直在进行紧密的跟踪；不过，如果销售的BIOS是空的，他们对此还没有采取法律行动。但是，一旦BIOS被加载能够启动盗版复制品的违法程序，则有可能受到法律追究。另外，销售商的违法程序的加载一般很难被游戏机生产厂家证明，而且通常加载是用户自己进行的。

- 香港：目前根據2008年生效的《2007年版權（修訂）條例》規定，經銷規避器件及提供規避服務作商業用途的人士施加民事及刑事責任。2006年以前這類規避器件於香港專門販賣遊戲機的地方隨處可見。直到2006年，香港特別行政區政府工商及科技局發表修訂《版權條例》的諮詢文件，建議把破解裝置列作違法產品，禁止諸如容許遊戲機使用盜版遊戲的裝置。但港府傾向把DVD-Video的區域限制視為版權持有人的「市場策略」，無意立法禁止。港府亦提出，學術界不時研究版權裝置，當中有可能涉及破解系統的程式，在保障版權及知識流通下需尋求平衡，始能立法。

- 台灣：台灣著作權法於西元2004年9月1日修正時，在美國經貿諮商期盼下，增訂第3條第1項第18款「防盜拷措施」之定義:「指著作權人所採取有效禁止或限制他人擅自進入或利用著作之設備、器材、零件、技術或其他科技方法。」並於同法第80條之2規定，對於著作權人所採取禁止或限制他人擅自進入著作之防盜拷措施，未經合法授權不得予以破解、破壞或以其他方法規避之。進一步地，對於破解、破壞或規避防盜拷措施之設備、器材、零件、技術或資訊，未經合法授權不得製造、輸入、提供公眾使用或為公眾提供服務。因此，由上可知可分成(1.)個人自行安裝破解芯片的破壞規避行為，僅有民事賠償責任而無刑事責任，但取締極為困難，因為保護智慧財產權的警方專隊或是著作權人，除非有地方法院開立之搜索票，否則均無法進入私人住宅搜證。(2.)個人或商家對外提供破解芯片給公眾使用或提供改裝服務(俗稱的代客改機)，則會有民事賠償責任和刑事責任。在刑事責任方面，依同法第96條之1規定，可處一年以下有期徒刑、拘役，或科或併科新臺幣2萬元以上25萬元以下罰金。

## 發展
早年世嘉及任天堂遊戲機盛行時，市場上並未出現破解芯片；當時玩家若玩非正版遊戲，一般會額外裝設磁碟機、盒帶轉接器等。自第五世代遊戲機推出後，破解芯片始告誕生。
第五代遊戲機的特式是採用光碟作為媒體，但早年的3DO及Mega CD並無在光碟上加入防燒錄裝置，用戶毋須改機即可使用非正版光碟。1994年至1995年，SEGA Saturn和PlayStation遊戲機推出，首次加入防盜版裝置，結果催生了破解芯片的出現。當時PlayStation的破解芯片需要焊接在底板之上；後期發展至只需直接在該遊戲機後的接駁口，插入一個破解裝置，即可使用非正版遊戲。此後，GameShark等公司亦發表一批換碟機制，只要用特定光碟啟動遊戲系統，亦可使用非正版遊戲。
經過近十年發展後，每當有新的遊戲機推出，破解芯片亦緊隨發行。2006年底，任天堂發表第七代遊戲機Wii時，一款名叫WiiNinja的芯片隨即在翌年1月26日發表，CycloWiz在同月29日跟進推出，2月2日WiiKey上市，2月18日WiiXT亦上市。

## 風險
完成改機之後，衍生的風險包括：
- 主機本身立即喪失原廠保固及售後服務。
- 升級遊戲或主機時，主機有容易故障的可能。

## 外部連結
- （英文）Stevens v Kabushiki Kaisha Sony Computer Entertainment 2005 HCA 58 (6 October 2005) （页面存档备份，存于）
- （英文）Original Xbox Tutorials and User-Guides for ModChip, TSOP and BIOS installations